# ブラックパンサー党
ブラックパンサー党（英: Black Panther Party, BPP）あるいは日本語で黒豹党（くろひょうとう）は、1960年代後半から1970年代にかけてアメリカで黒人民族主義運動・黒人解放闘争を展開していた急進的な政治組織。1966年、カリフォルニア州オークランドにおいてヒューイ・P・ニュートンとボビー・シールにより、都市部の貧しい黒人が居住するゲットーを警察官から自衛するために結成された。社会主義、共産主義と黒人民族主義を標榜しており、革命による黒人解放を提唱した。また、貧困層の児童に対する無料の食事配給や、治療費が無料の「人民病院」の建設を行った。日本のメディアでは、「黒豹党」と呼ばれることも多かった。

## 歴史
ロバート・F・ウィリアムズ率いる黒人公民権運動団体「革命的行動運動（Revolutionary Action Movement、RAM）」は、ヒューイ・ニュートンに影響を与えた。ウィリアムズは初めはキューバ、中華人民共和国に脱出し、「クルセイダー」という機関紙を出していた。

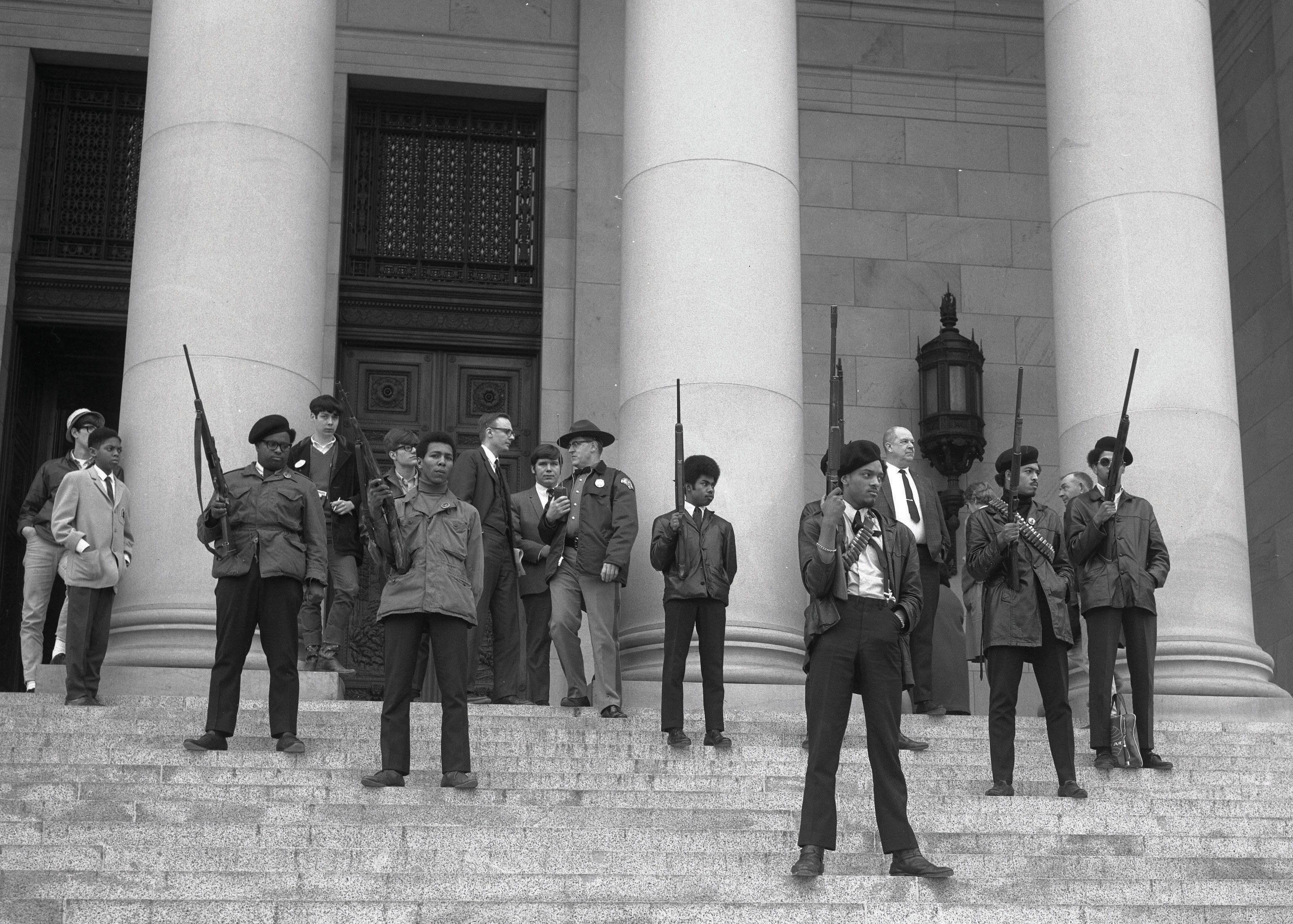
ブラックパンサー党によるデモ活動

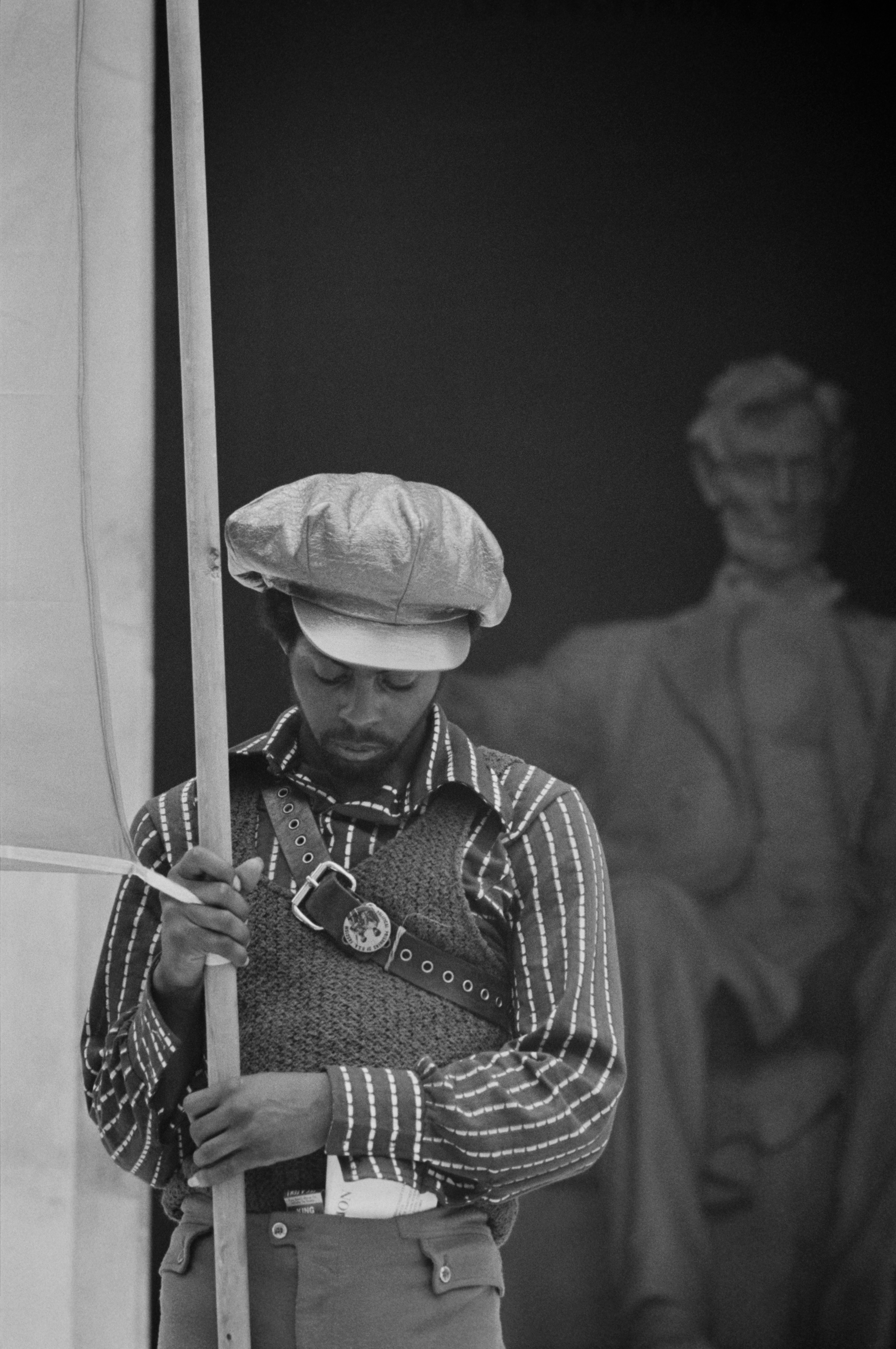
リンカーン大統領の像の前に立つメンバー

ブラック・パンサー党は、1966年にボビー・シールとヒューイ・ニュートンによって結成された。1965年に公民権運動を指導していたマルコム・Xの暗殺後に活動を開始し、1968年にマーティン・ルーサー・キング・ジュニアが暗殺されてから活動は、さらに急進的になった。このとき、彼らは党の目標を示した十項目綱領を作り、ヒューイの弟メルヴィンの提案で、アフロヘアーにし、ユニフォームとして黒い革のジャケットとズボン、黒いベレー帽を着用し、ショットガンで武装することを決めた。
BPPは、戦闘的な面ではマルコム・Xの暴力主義を受けつぎ、マーティン・ルーサー・キングの非暴力主義を否定していた学生非暴力調整委員会（SNCC）のストークリー・カーマイケルを一時期、党の主席に迎えたが、思想などの面で意見が合わず、離党した。非暴力主義には批判的であったが、キング牧師個人には尊敬の念を抱いていた。
シールやニュートンら指導部は社会主義・共産主義の影響を受けており、マルコムX、フランツ・ファノン、チェ・ゲバラ、マルクス、レフ・トロツキー、レーニンらの思想に共鳴していた。また、毛沢東語録を配り、ヒューイ・ニュートンは1971年に中国を訪問している。
彼らはアメリカ合衆国における黒人社会を第三世界、植民地と見做し、合衆国と敵対関係にあったベトナムや朝鮮民主主義人民共和国（北朝鮮）、キューバといった国々に対して連帯の意思を表明していた。また、アメリカ統治下の沖縄にも駐留米軍内部に党員が存在した。

ブラックパンサー党はアジア、アフリカ、ラテンアメリカそしてアメリカ合衆国国内の被差別民族との連帯を宣言した。また、団体の思想を「インターコミューナリズム」と名づけ、機関紙「ザ・ブラック・パンサー」に、海外の闘争を紹介する「インターコミューナル・ニュース」を掲載した。
BPPはスウェーデンのストックホルムに｢海外局｣を設置し、一部の党員はアルジェリアやキューバに亡命した。1970年にヒューイ・ニュートンは、南ベトナム解放民族戦線に対し、義勇兵の派遣を申し入れている国内では、アメリカインディアンの権利団体「アメリカインディアン運動」や、合衆国本土に移住したプエルトリコ人の自衛組織ヤングローズや中国系アメリカ人の政治団体紅衛党、チカーノによるブラウンベレー、プアホワイトと呼ばれる白人貧困層の政治団体ヤングパトリオット、イッピーと呼ばれた白人青年ラディカルの青年国際党、学生を中心とする民主的社会のための学生同盟（SDS）といった左派の組織と連帯し、反差別、反戦闘争を闘った。女性解放を目的とするウーマン・リブ運動や、同性愛者の地位向上を目指すゲイ解放戦線（Gay Liberation Front）とも連帯した。ヒューイ・P・ニュートンら党指導部は、1968年頃から党員に｢人民に奉仕せよ」と指示し、黒人をはじめとする貧困層の人々に対する社会奉仕活動を開始した。まず、栄養が不十分な貧困層の児童に対し、朝食を無料で配給する｢無料朝食プログラム」を開始した。これにより、延べ1万人の児童が朝食を得ることができた。
また、治療費が無料の｢人民病院｣を建設し、鎌状赤血球症の調査を行い、数十万人の人々が鎌状赤血球症に罹患していることを明らかにした。1967年5月2日に、30名の党員が銃を持ってカリフォルニア州サクラメントの州議会前で演説した後で中に入り、逮捕された。このとき、州議会ではブラックパンサーによる逆パトロールの取締りを目的とした銃の規制を審議していた。1967年10月には、ヒューイ・ニュートンが逮捕されている。
1968年には、党員数が当初の400人から、5000人以上に達し全米に40の支部が置かれ、機関紙「ザ・ブラック・パンサー」は40万部以上が発行された。当初BPPは、警察官によるゲットーの人々への暴行に対する自衛を目的に、銃と六法全書を携行して警察官に対する逆パトロールを行った。
J・エドガー・フーバー率いる連邦捜査局（FBI）は危機感を抱き、ブラックパンサーに対する弾圧を開始した。4月7日、オークランドにおいて、翌日に予定されていたピクニックの買い物をしていた17歳の党員ボビー・ハットンが警察官に襲われ、射殺された。このときハットンは武装していないことを警察官に示そうとしたが、聞き入れられなかった。1969年、議長ボビー・シールが6人の党員とともにシカゴで逮捕され、16の罪状によって起訴され、懲役4年の刑を宣告された。1971年には、1968年に起こった警察官殺害の罪で起訴されたが、不起訴処分とされた。ボビーは獄中で手記「時代を獲得せよ」を出版した。12月4日、イリノイ州クック郡において、地元警察とFBIがイリノイ州議長フレッド・ハンプトンの自宅を襲撃し、射殺した。
1970年4月2日に、ニューヨークで21人の党員が、警察官殺害とビル爆破の陰謀を企てたとして逮捕された。同年5月22日には、女性党員のエリカ・ハギンズら8人がコネティカット州ニューヘイブンで起きた殺人事件の容疑者として逮捕された。ボビー・シール、エリカ・ハギンズはアリバイがあり、冤罪だった。参謀長のデイヴィッド・ヒリアードがベトナム反戦集会において当時のアメリカ合衆国大統領リチャード・ニクソンに対する闘争の開始を扇動し、大統領暗殺未遂の罪で逮捕された。1970年8月には、ニューヨークでBPPの分派である黒人解放軍に所属していた青年3名がパトロール中の警察官2名を狙撃し、銃撃戦の末黒人1名が死亡する事件が発生した。
1970年8月にヒューイ・ニュートンは2年9か月（33か月）の不当な拘留から釈放され、熱烈な歓迎を受けた。また同年10月にはデトロイトで党員が警察官と銃撃戦を展開するなどBPP側は反撃を試みている。冤罪だったボビー・シール、エリカ・ハギンズは、1971年5月に釈放されている。
1971年、党情報相のエルドリッジ・クリーヴァーが思想の違いからBPPを離脱し、党はシール/ニュートン派とクリーヴァー派に分裂した。また、ニュートンは、1971年に中国を訪問している。共和党主流派のリチャード・ニクソン政権による執拗な弾圧により党員が次々と逮捕され、1971年には政治的に柔軟化し、以後は地域社会における奉仕活動に専念し1970年代半ばにはほぼ党は解散していた。その後、クリーヴァー派の黒人解放軍が銃撃戦や爆弾攻撃、脱獄などで1980年代初頭まで抵抗を続けた。
黒人解放軍の解体後、1989年に「新ブラックパンサー党（New Black Panther Party）」が結成され、かつてのブラックパンサー党の後継者であると主張しているが、旧ブラックパンサー党が標榜していた社会主義・共産主義や毛沢東主義ではなく反白人・反ユダヤ主義を標榜している。

## 十項目綱領
1966年の結党直後、次の項目が決定された。（1-10　出典）
- 我々は、我々黒人および抑圧されたコミュニティーの運命を決定する力を欲する。
- 我々は、我々人民の完全な雇用を欲する。
- 我々は、資本家による、我々コミュニティーに対する搾取の終わりを欲する。
- 我々は、人間が居住するに値する最低限の住宅を欲する。
- 我々は、人民のための、アメリカ社会の真実を暴露する教育を求める。
- 我々は、真実の歴史と、今日の社会における我々の役割を教える教育を欲する。
- 我々は、すべての黒人と抑圧された人民の完全な健康を欲する。
- 我々は、警察官による、アメリカ合衆国国内における黒人および抑圧されたほかの人種の人々に対する暴力行為の即時停止を欲する。
- 我々は、すべての侵略戦争の即時中止を欲する。
- 我々は、国立、州立、地方、都市、および軍の刑務所に収監されている黒人の解放を欲する。我々は、この国の法律のもとでいわゆる犯罪のために告訴された囚人のために、同じ階層出身の陪審員による裁判を欲する。
- 我々は、土地、パン、教育、住宅、衣服、正義、平和および現代技術によるコミュニティーの統治を欲する。

## 主要な党員
- ボビー・シール：党議長。1936年10月22日生。後に大学で教鞭を取った。
- ヒューイ・P・ニュートン：防衛相、最高人民奉仕官。1942年2月17日、ルイジアナ州モンロー出身。1989年8月22日に射殺された。
- ラップ・ブラウン
- ストークリー・カーマイケル
- アンジェラ・デイヴィス：大学助教授、教授。後にレズビアンをカミングアウト。
- エルドリッジ・クリーヴァー：情報相。1935年8月31日、アーカンソー州に生まれた。1968年に思想の違いにより離党し、アルジェリアに亡命した。その後、キューバやフランスで活動。1975年アメリカに帰国後、共産主義を放棄して保守派に転向した。また統一教会信者にもなり、右派ロナルド・レーガンの共和党政権を支持した。1998年5月1日没。著書に「氷の上の魂」がある。
- サム・ナピア：新聞配布部長。事務所内で警察により射殺された。
- デイヴィッド・ヒリアード：参謀長。ボビーとヒューイの逮捕後、党を指揮した。
- エリカ・ハギンズ
- ジョージ・ジャクソン：野戦司令官。獄中で囚人の組織化に尽力した。
- ジョナサン・ジャクソン：ジョージ・ジャクソンの弟。兄ジョージの釈放を要求して地方裁判所に立てこもり、警察官に射殺された。
- キャスリーン・クリーヴァー
- ソルダッド・ブラザーズ
- エモリー・ダグラス：党文化相。機関紙「ザ・ブラック・パンサー」などに革命戦争を描いた絵画や風刺画を多数寄稿した。
- ボビー・ハットン：1951年生。1966年、15歳で入党。ボビー、ヒューイに次ぐ3人目の党員。1968年4月7日、カリフォルニア州オークランド市内でピクニックの準備中に警察官の襲撃を受け、射殺された。
- フレッド・ハンプトン：イリノイ州議長。1948年8月30日生。1969年12月4日、イリノイ州クック郡の彼のアパート内で、イリノイ州警察と連邦捜査局（FBI）により殺害される。
- リチャード・アオキ（英語版）：党結成時のメンバーの一人。日系アメリカ人。1938年、カリフォルニア州サン・レアンドロ出身。第二次世界大戦中の日系人の強制収容政策を受けて、1942年から1945年までトパーズ収容所に抑留されていた。彼の死後、アオキが実はブラックパンサー党内部のFBI協力者であることが判明した。
- フレッド・ハンプトン
- ベティ・ヴァン・パター

## 書籍
- 『すべての権力を人民へ：黒豹党は闘いつづける』黒豹党支援日本委員会 編訳、現代書館、1972年。全国書誌番号:72008354
- サム・デュラン『ブラックパンサー エモリー・ダグラスの革命アート集』ブルース・インターアクションズ、2008年。ISBN 9784860202323